# Kampong Chhnang
Kampong Chhnang is een stad in Cambodja en is de hoofdplaats van de provincie Kampong Chhnang.
Kampong Chhnang telt ongeveer 87.000 inwoners.